# Arenosol

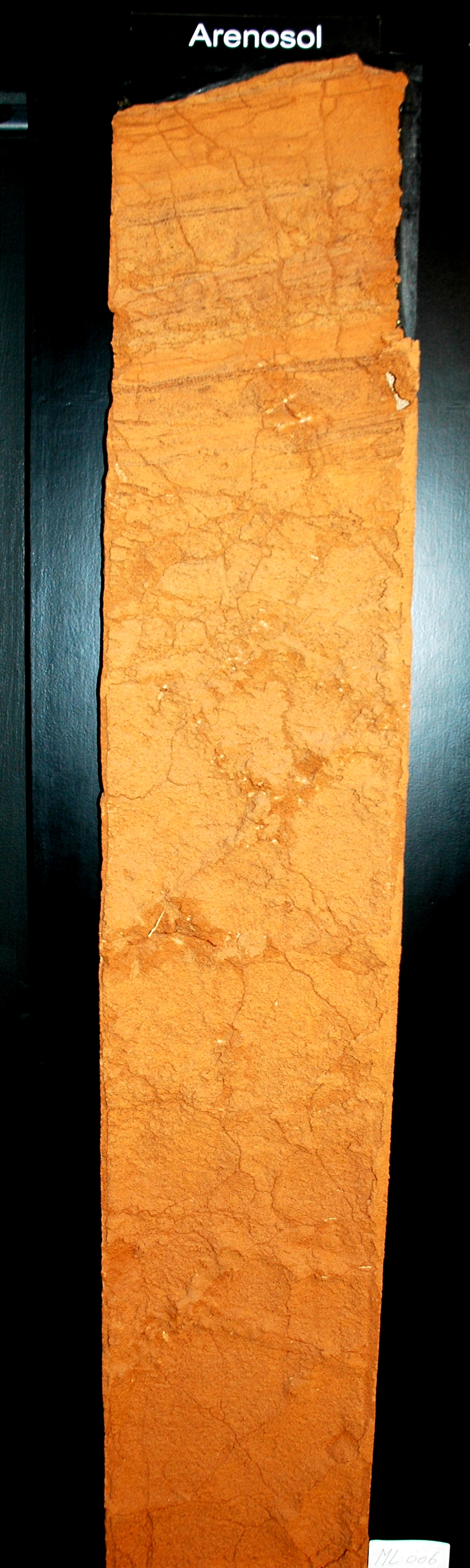
Arenosol

Een Arenosol (in de World Reference Base for Soil Resources) is een bodem die tot minstens 100 cm vanaf het oppervlak bestaat uit zand of lemig zand. Komt er tussen 50 en 100 cm diepte een verharde plinthiet of zoutlaag voor dan kan een Arenosol ondieper zijn. Arenosols hebben weinig profielontwikkeling. De naam is afgeleid van het Latijnse woord voor zand: arena. In de Nederlandse bodemclassificatie behoren deze bodems tot de vaaggronden. In het Amerikaanse systeem (USDA Soil Taxonomy) komen ze overeen met de Psamments, een suborder van de Entisolen.
De bodems zijn ontwikkeld in niet geconsolideerde zanden, in situ ontstaan door verwering van kwarts-rijk gesteente, of in recent gedeponeerde zanden in woestijnen en kustgebieden. Arenosols komen over de gehele wereld voor, ze beslaan circa 900 miljoen ha ofwel 7 % van het landoppervlak van de aarde. Grote concentraties worden aangetroffen in Afrika tussen de evenaar en 30° ZB. Deze zogenoemde Kalahari Zanden zijn het grootste gebied met zanden ter wereld. Ook treffen we veel Arenosols aan in de Sahel regio, delen van de Sahara, centraal en west Australië, het Midden-Oosten en China.
Door hun grove bodemtextuur en een zeer lage kationenomwisselingscapaciteit hebben Arenosols een hoge permeabiliteit en een lage water- en nutrientenopslagcapaciteit. De bodems kunnen wel gemakkelijk worden bewerkt. In droge gebieden zijn de beschikbaarheid van water en erosiegevoeligheid de belangrijkste beperkingen. Irrigatie is vanwege de hoge permeabiliteit vaak geen optie. In deze streken zijn Arenosols vaak spaarzaam begroeid en worden ze gebruikt voor extensieve veeteelt. In vochtigere klimaatszones komt vaker landbouw voor en worden de bodems gebruikt voor bloementeelt of grasland. De meeste Arenosols in gematigde klimaten staan vaak onder bos.

## Literatuur

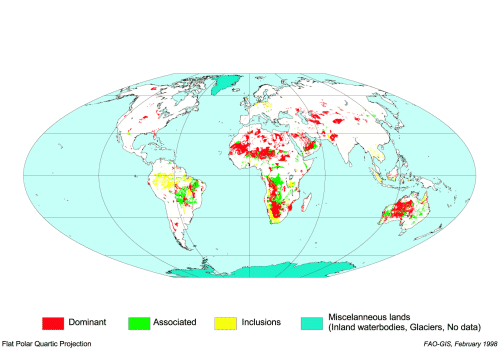
Voorkomen van Arenosols